# Reino del Algarbe
El Reino del Algarbe (en portugués: Reino do Algarve, proveniente del árabe al-ʼGharb al-ʼAndalus, الغرب الأندلس, que significa «el Occidente de Al-Ándalus»), y tras 1471 Reino de los Algarbes (Reino dos Algarves) fue un reino nominal que existió dentro del Reino de Portugal, y se ubicaba en la región más meridional del Portugal continental, coincidente con la actual región del Algarve.
El Algarbe era de jure un reino diferenciado del de Portugal, siendo considerado durante siglos como el segundo reino de la Corona Portuguesa. Sin embargo, de facto, el reino algarbino, carecía de instituciones diferenciadas, fueros, privilegios o siquiera autonomía, que lo hicieran diferenciarse del resto de Portugal. En la práctica se trataba por tanto de una región o comarca del país muy similar al resto de provincias portuguesas, pero que disponía de un título honorífico como reino basado en su historia. 
El título de rey del Algarbe lo ostentó tanto el monarca de Portugal como el de Castilla.

## Precedente
El título de «Rey de Algarbe» fue utilizado por primera vez por Sancho I de Portugal, después de la primera conquista de Silves, en 1189. Silves era sólo una ciudad del imperio almohade, aunque a estas alturas todo Al-Ándalus se hallaba unificado bajo su dominio. Así, D. Sancho usó alternativamente en sus diplomas las fórmulas «Rey de Portugal y de Silves» o «Rey de Portugal y del Algarbe»; excepcionalmente, acumuló los tres títulos en los de «Rey de Portugal, de Silves y del Algarbe». 

## Reconquista
El Imperio almohade se disgregaría en la península en 1234, disolviéndose en varios pequeños emiratos, las taifas. El sur del actual Portugal, aún en manos musulmanas, fue anexionado en un primer momento por la Taifa de Niebla, cuya capital se ubicaba en la localidad homónima, Niebla, en la actual provincia de Huelva de España.  Su emir, era Musa ibn Mohammad ibn Nassir ibn Mahfuz, antiguo gobernador de Niebla, que fue conocido por los cristianos como Abenmahfot (1234-1262). Poco tiempo después de harcerse con el poder tomó el título de «Emir del Occidente» (Amir al-Garb), ya que su estado comprendía, de manera general, la región más occidental del Al-Ándalus musulmán. Al mismo tiempo, continuaban las conquistas portuguesas y castellanas en dirección sur.  
Durante el reinado de Sancho II (1223-1248) Portugal conquistó a los musulmanes las últimas plazas alentejanas y la mayor parte del moderno Algarve, en la margen derecha del río Guadiana. La labor de Reconquista fue llevada a cabo por los caballeros de la Orden de Santiago, dirigidos por el Gran Maestre Paio Peres Correia. En el momento de la deposición como rey de Sancho y posterior abdicación, quedaban al oeste del Guadiana sólo pequeños enclaves musulmanes, en Aljezur, Faro, Loulé y Albufeira, que debido a que habían quedado desconectados territorialmente de Niebla, se habían convertido en enclaves independientes de facto. 
Alfonso III, tras subir al trono en 1248, se encargó de terminar la conquistas de los últimos enclaves islámicos en el Algarbe, terminando la conquista de la región en marzo de 1249 al entrar en Faro. Este hito marcó el final de la Reconquista en territorio portugués.
Sin embargo tras la subida al trono de Alfonso X de Castilla en 1252, se inició una disputa territorial entre ambos reyes por el Algarbe, sobre la base de los derechos que Alfonso X habría adquirido por dos vías, por un lado cedidos por el Sancho II de Portugal como pago por su apoyo en la guerra civil contra Alfonso III, y por otro cedidos por el rey de la taifa de Niebla, que se había declarado vasallo del rey castellano para detener el avance militar portugués. 
El conflicto finalizó en 1253 al acordarse el matrimonio del rey portugués con una hija del rey Alfonso X, y la entrega de un usufructo sobre el Algarbe en beneficio del rey castellano hasta que el hijo de ese matrimonio alcanzara los siete años de edad.
En 1257 Alfonso X ocupó Niebla poniendo fin a la independencia de esta taifa. En 1260, Alfonso X de Castilla añadió a sus títulos el de rey del Algarbe. Pero en 1263, ratificado en 1264, cedió el usufructo del Algarbe a su nieto Dionisio, heredero del rey portugués, a cambio de un vasallaje militar. En 1267, el tratado de Badajoz liquidó este tributo militar y se fijaron las fronteras definitivas de los dominios de los reyes de Portugal y Castilla. El río Guadiana marcó a partir de entonces el límite territorial entre ambas coronas. El rey castellano pudo seguir empleando el título de rey del Algarbe, pero solo por la referencia al territorio de la antigua taifa de Niebla, al este del Guadiana. Este título sería uno de los que llevaron los reyes de España hasta el reinado de Isabel II en el siglo XIX.
Por su parte, el rey Alfonso III empezó a emplear el título de rey de Portugal y del Algarbe desde marzo de 1268.  Este hecho fue probablemente una reacción destinada a reafirmar la soberanía portuguesa sobre un territorio sobre el que los castellanos mantenían ambiciones y reclamaciones territoriales.

## Del Algarbe a los Algarbes
El nombre del reino sufrió un cambio en el siglo XV pasando del singular al plural, de llamarse Reino del Algarbe a Reino de los Algarbes. Este hecho se produjo debido a las conquistas norteafricanas de los portugueses durante este siglo, que consideraron los nuevos territorios conquistados en África como una prolongación natural del Reino del Algarbe.
La primera plaza conquistada por los portugueses en África fue Ceuta, en 1415.  Juan I de Portugal añadió a su título de «Rey de Portugal y de Algarve» el de «Señor de Ceuta» cuando conquistó esta ciudad. Su nieto Alfonso V conquistó Alcazarquivir en 1458 y adoptó el título de «Señor de Ceuta y de Alcázar-Quivir en África». Posteriormente, en 1471, tras conquistar Arzila, Tánger y Larache, Alfonso V agrupó los títulos de señorío de sus plazas norteafricanas bajo el título de «Algarve d’además-mar en África», siendo elevados en conjunto a la condición de reino de la Corona portuguesa. El Algarbe europeo pasó a ser el «Algarbe de este lado del mar». 
Los reyes de Portugal adoptaron, a partir de 1471 el título completo que vendrían a usar hasta la caída de la Monarquía en 1910: «Rey de Portugal y del Algarbes de este lado y Ultramar en África». Este  título se mantuvo invariable incluso después de que Portugal perdiera todas sus posesiones norteafricanas, tras abandonar la última de ellas, Mazagán, en 1769.

## Guerras liberales

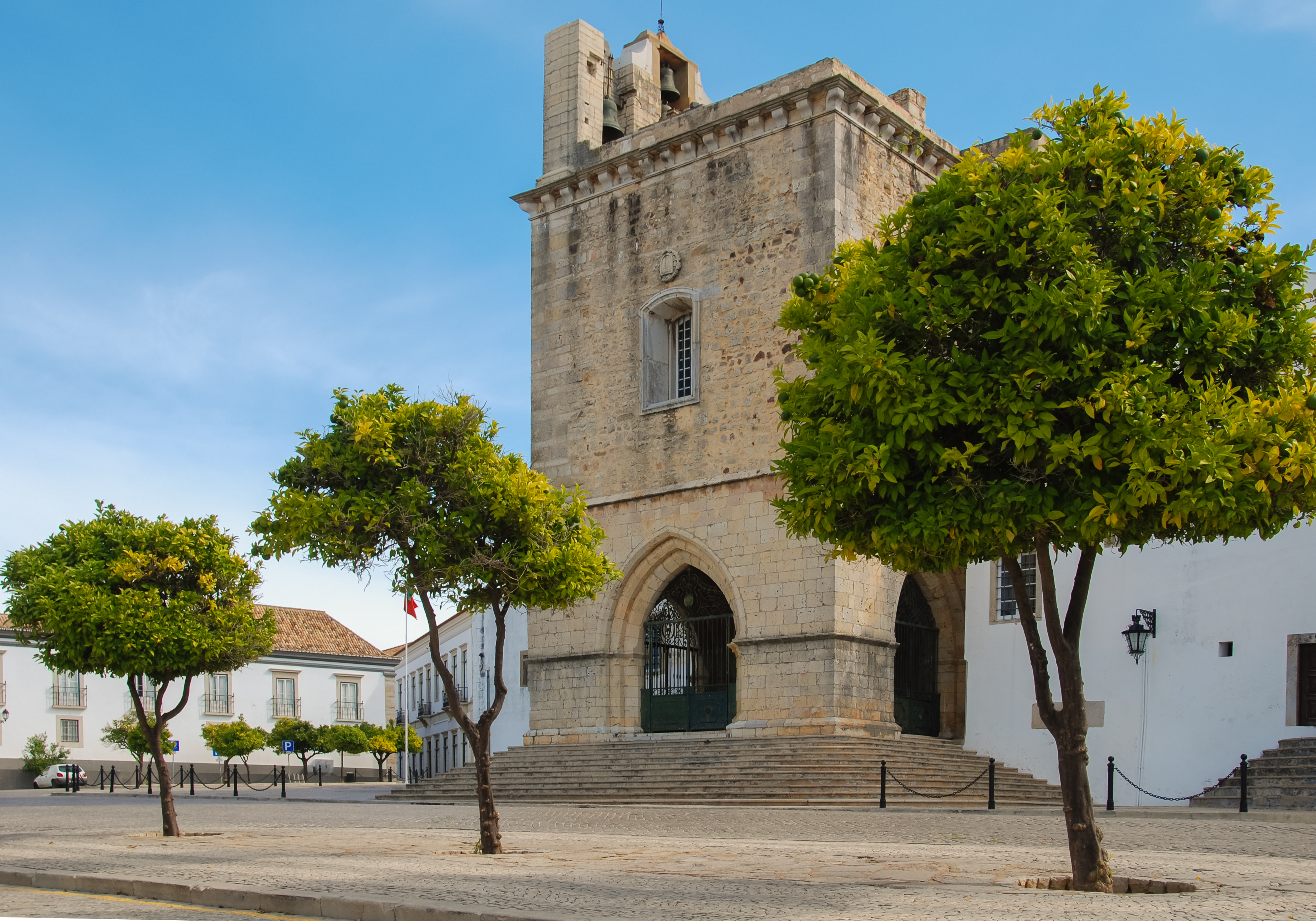
Catedral de Faro, capital del Algarbe.

En el siglo XIX, graves enfrentamientos entre liberales y absolutistas causaron el éxodo desde la Sierra Algarvia hacia las ciudades del litoral. Desde entonces, pocas personas mantienen las profesiones tradicionales. José Joaquim de Sousa Reis (el Hurgado), célebre guerrillero, combatió en la sierra y, atacando las ciudades del Litoral, mantuvo a la población de la ciudad en inquietud, intensificándose durante los años de 1834 a 1838, cuyas batallas trajeron al Algarbe dramas nunca antes vistos. El 26 de noviembre de 1836, D. Miguel nombra a Hurgado «Gobernador del Reino del Algarbe» y «Comandante en Jefe Interino de Todas las Tropas Realistas, Regulares e Irregulares del Ejército de Operaciones del Sur». Sin embargo, acabaría siendo fusilado en Faro el 2 de agosto de 1838.